# Pre Rup

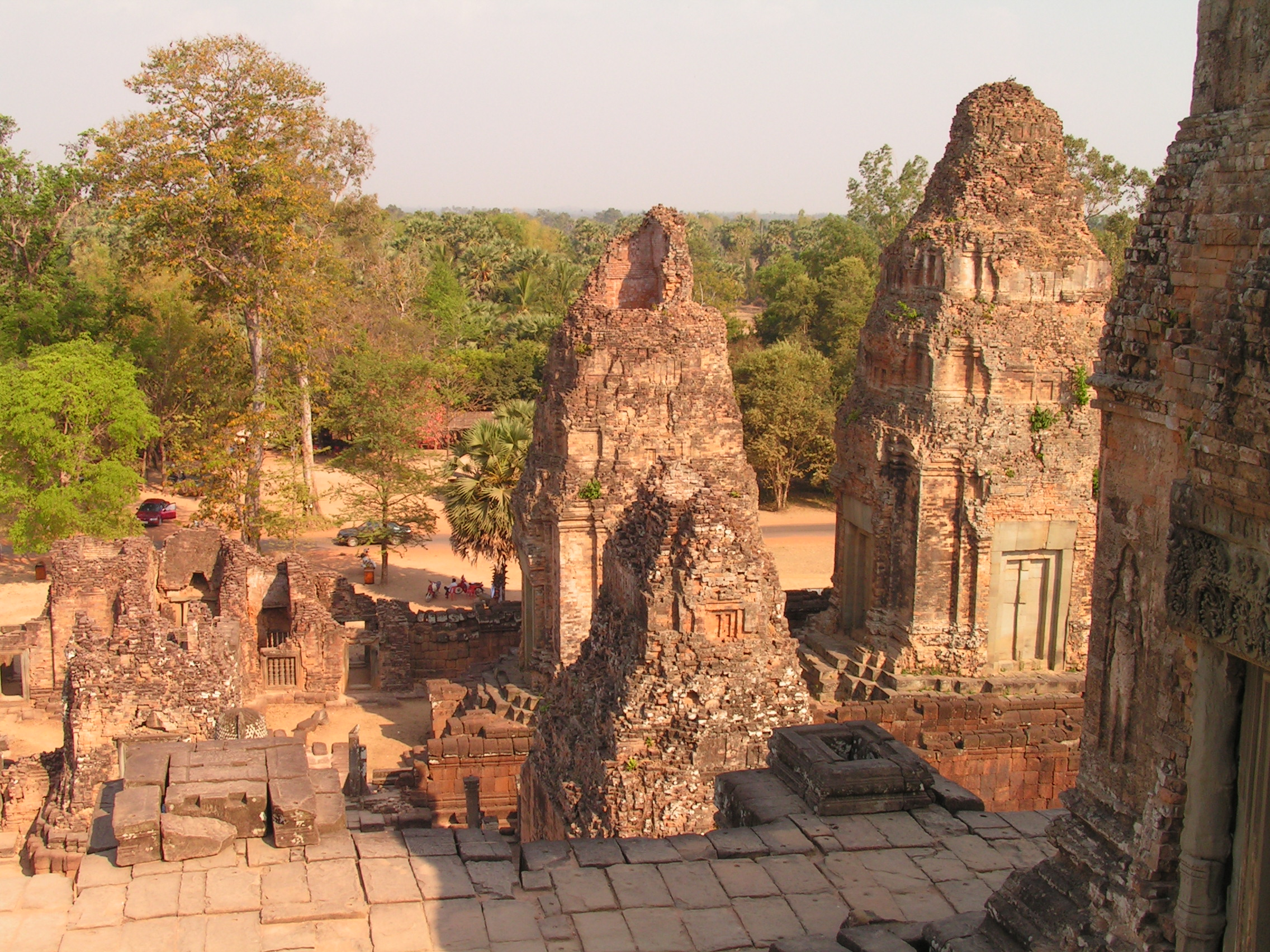
Pre Rup vẫn còn là bí ẩn với các nhà khoa học khi mà tháp cổng chỉ 5 tháp.

Pre Rup - (nghĩa Tiếng Việt: Đền Hóa Thân) là một ngôi đền nằm trong di tích Angkor - tỉnh Siêm Riệp. Nằm cách trung tâm thành phố 25 km, đền được xây là quốc miếu của vua Rajendravarman trong năm 961 và 962. Đây là một kiến trúc đền - núi được kết hợp giữa các vật liệu xây dựng gạch, laterite và sa thạch.

## Vị trí
Nằm trong khu phức hợp quần thể Angkor nằm về hướng Nam của Đông BaRay trong khu phức hợp các đền đài trong thời kỳ vua Rajendravarman. Sau triều đại vua Jayavarman 4 ngự trị, nơi kinh thành lúc bấy giờ kéo dài từ Angkor đến Kor Ker.
Tọa lạc chỉ ngay ở phía Nam của Đông Baray, Pre Rup được sắp xếp trên một trục Bắc-Nam với Đông Mebon là đền thờ, một sáng tạo của người dân dưới triều vua Rajendravarman trị vì. Pre Rup đã được dành riêng để thờ thần các thần Hindu Shiva.
Ngôi đền có một hình vuông và chu vi là 4 bức tường bao bọc. Từ cổng chính vào đền là cụm 5 tháp nằm cạnh bức tường. Đáng lý ra phải 6 tháp, thế nhưng cho đến bây giờ người ta vẫn không hiểu, tại sao người ta lại không xây dựng tháp thứ 6. Năm tháp này được xây dựng theo trục Bắc Nam. Còn tháp thứ 6, dường như chưa bao giờ được xây dựng.
Thông qua một cửa tiếp tục di chuyển lên trên đền là 2 thư viện nằm 2 bên trên đường đi bộ riêng. Bước vào các cấp độ cao hơn là tượng các sư tử đá ngồi,có tất cả 12 con. Ở phía trên, năm tháp được bố trí trong một khuôn mẫu, ở mỗi góc của hình vuông là một tháp và ở giữa là tháp trung tâm. Vị thần được tạc đứng bảo vệ tại một trong hai bên của khu vực trung tâm tháp ở cửa Đông.
Ngôi đền được sử dụng như là nơi hỏa táng thi hài của dòng dõi Hoàng Gia. Nó được sử dụng như là lò thiêu, tro cốt được đưa trực tiếp vào thờ tại các tháp chính của đền. 

## Tham quan
Đền tham quan từ 30 phút đến 1 giờ. Nằm trên đường tham quan Banteay Srei, ngôi đền được du khách tham quan nhiều vì thuận lợi và ngôi đền có nét cổ kính.

## Tình trạng
Khi các nhà khảo cổ Pháp phát hiện ra đền, có lẽ nó đã bị cỏ hoang gần như che phủ , nhờ vào công tác trùng tu và bảo vệ, hiện nay đền gần như đã phục chế xong và mở cửa cho du khách tham quan.
Đền đang có nguy cơ lún cao so với tất cả các ngôi đền khác do đền nằm trong vũng trũng của bình nguyên Siêmriệp. Và người đang cố gắng trùng tu nó.